# Daniel Panizzolo
Daniel Panizzolo (Bellinzona, 25 marzo 1986) è un ex calciatore svizzero, di ruolo difensore.

## Carriera

### Club
Cresce nelle giovanili del Lugano.
Nel 2005 si trasferisce in Italia, al Genoa, club con cui gioca solo un incontro della Coppa Italia 2005-2006, sospesa e persa a tavolino dal club rossoblu e quattro nella Coppa Italia Serie C 2005-2006.
La stagione seguente passa al Prato, con cui gioca sette stagioni in quarta serie e sfiorando la promozione in categoria superiore nella stagione 2008-2009, perdendo le finali Playoff contro il Giulianova.
Nel 2010 passa al K.A.S. Eupen, club nel quale milita Jupiler League 2010-2011, retrocedendo in cadetteria al termine dei Play-off promozione.
Il 23 agosto 2011 si trasferisce al Locarno.
Terminata l'esperienza nel Locarno, Panizzolo milità nelle divisioni inferiori svizzere.

### Nazionale
Panizzolo vanta una presenza nella nazionale Under-19 della Svizzera, in un incontro di qualificazione in casa dei pari età della Polonia il 27 settembre 2004. La partita fu persa dagli elvetici per 3-1.